# Prince Robert
Die HMCS Prince Robert (Kennung: F56) war ein kanadischer Hilfskreuzer, der zu Beginn des Zweiten Weltkrieges (1939) aus einem kleineren Passagierschiff für den Dienst an der kanadischen Pazifikküste entstanden war. Das Schiff war dort zuvor zwischen 1930 und dem Kriegsbeginn im Passagier- und Fährdienst im Einsatz gewesen. Nach Sicherungsaufgaben im Pazifik wurde das Schiff im späteren Kriegsverlauf zu einem Flugabwehrkreuzer umgerüstet. Letzte Einsätze der Prince Robert waren die erneute Inbesitznahme von Hongkong sowie die Repatriierung kanadischer Kriegsgefangener nach Kriegsende. Nach 1946 wurde das desarmierte Schiff wieder im zivilen Rahmen eingesetzt und an eine Reederei in London verkauft, die es als Charlton Sovereign vorrangig im Passagierdienst nach Australien einsetzte. 1952 erfolgte ein Weiterverkauf nach Italien, wo ein größerer Umbau des Schiffes erfolgte. Unter dem neuen Namen Lucania diente der ehemalige Hilfskreuzer bis zu Beginn der 1960er Jahre als Passagierschiff auf den Routen nach Westindien und nach Südamerika. Im Jahr 1962 wurde das Schiff schließlich außer Dienst gestellt und abgewrackt.

## Bau derPrince Robert

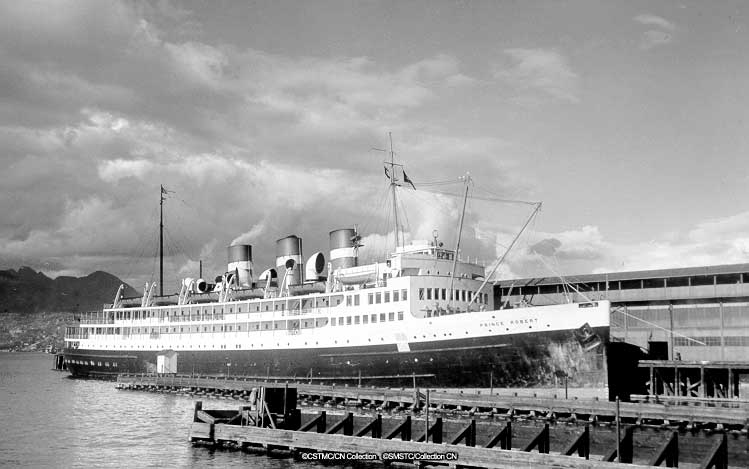
Prince Robert als Fährschiff an der Pazifikküste

Das Schiff wurde 1929 mit den Schwesterschiffen Prince Henry und Prince David von der Canadian National Steamship, einer Tochtergesellschaft der Canadian National Railway (CNR), als Fähre und Passagierdampfer in Auftrag gegeben und im September 1929 in Birkenhead auf der Werft von Cammell, Laird & Company auf Kiel gelegt. Der Stapellauf fand am 3. April 1930 statt, die Indienstnahme erfolgte im August 1930.

### Ausstattung und bautechnische Details
Das Schiff war bei Indienstnahme maximal 117,35 Meter lang – zählte also damit zu den kleineren Passagierschiffen – und 17,37 Meter breit. An Bord war Platz für insgesamt 404 Passagiere, wobei 334 Reisende in der ersten Klasse und 70 Personen in der dritten Klasse (im Zwischendeck) untergebracht werden konnten. Der Dampfer war für seine Größenverhältnisse verhältnismäßig luxuriös ausgestattet: Neben einem Sonnendeck, wo Sportübungen abgehalten werden konnten, standen den Passagieren ein Konzertraum, ein Rauchersalon und ein großer Speisesaal (im Heckbereich des C-Decks) zur Verfügung. Fast alle Kabinen an Bord waren mit aufwendigen Holztäfelungen verziert.
Insgesamt befanden sich zwölf Rettungsboote, sechs an jeder Seite der Aufbauten, an Bord. Das Schiff besaß drei Schornsteine und eine Maschinenanlage, die aus sechs ölbefeuerten Yarrow-Kesseln und zwei Parsons-Getriebeturbinen bestand. Der maximale Treibstoffvorrat lag bei 1.470 Tonnen Öl. Zusätzlich befanden sich zwei Reservekessel für Hilfsmaschinen an Bord. Die Maschinen leisteten rund 14.500 WPS und ermöglichten dem Schiff eine Höchstgeschwindigkeit von etwa 22,5 Knoten (rund 42 km/h).

### Vorkriegszeit
Ab Mitte 1930 wurde die Prince Robert entlang der kanadischen Westküste im Linienverkehr zwischen Seattle und Vancouver eingesetzt. Die Folgen der Great Depression gingen aber auch an ihr nicht spurlos vorüber; so musste etwa die Absicht, sie auf der Route nach Alaska einzusetzen, vorerst wegen zu geringer Passagierzahlen aufgegeben werden. In den Wintermonaten wurde der Dampfer zeitweilig sogar aufgelegt. 1932 unternahm das Schiff eine ausgedehnte Kreuzfahrt durch die Karibik und entlang der amerikanischen Ostküste, wobei unter anderem die Bermuda-Inseln, Boston und New York besucht wurden. Ab August 1932 wurde die Prince Robert schließlich auf der Route nach Alaska eingesetzt und lief dabei regelmäßig den Glacier-Bay-Nationalpark sowie Ketchikan und Juneau in Alaska an.
In den folgenden Jahren bis zum Kriegsbeginn 1939 pendelte die Prince Robert als Routendampfer auf dieser Strecke, wobei die Reisepassage – die jeweils elf Tage dauerte – vergleichsweise teuer war und zwischen 100 und 215 United States Dollar kostete (was 2025 und inflationsbereinigt und auf 215 Dollar bezogen immerhin 4.900 US-Dollar entsprechen würde).

## Kriegsausbruch und Umbau zum Hilfskreuzer
Bereits vor dem Ausbruch des Zweiten Weltkrieges waren von Seiten der kanadischen Marine Untersuchungen dahingehend unternommen worden, welche Passagierschiffe im Kriegsfall zu Hilfskreuzern umgebaut werden konnten, wobei auch die Prince Robert und ihre Schwesterschiffe erfasst worden waren. Am 3. September 1939, zwei Tage nach dem deutschen Überfall auf Polen und am Tage der Kriegserklärung Großbritanniens an das Deutsche Reich, wurde die Prince Robert von der britischen Admiralität requiriert. Als Mitglied des Commonwealth befand sich Kanada ebenso mit Deutschland im Krieg, auch wenn die eigentliche Kriegserklärung Kanadas erst am 10. September 1939 erfolgte.
Ende Oktober 1939 verlegte die Prince Robert deswegen nach Vancouver und wurde dort, auf der Werft von Burrard Dry Dock Ltd., zu einem Hilfskreuzer umgebaut. Die Kosten für diesen Umbau betrugen etwa 700.000 US-Dollar. Dabei wurden die beiden obersten Decks entfernt und durch Aufbauten, die denen eines Kreuzers ähnelten, ersetzt. Zudem wurden alle Kabinen und der Rauchersalon ausgebaut und einer der drei Schornsteine entfernt. Im Gegenzug wurde das Schiff mit vier QF-6-inch/40-Geschützen in Einzelaufstellung und zwei 76-mm-Flak, welche hinter dem achteren Schornstein aufgestellt wurden, bewaffnet. Die 6-inch-(152-mm)-Geschütze stammten allerdings aus dem Jahre 1896 und waren stark überaltert. Zudem wurden vier 12,7-mm-Maschinengewehre und zwei Abwurfvorrichtungen für Wasserbomben am Heck installiert.
Am 31. Juli 1940 wurde der Dampfer als Hilfskreuzer HMCS Prince Robert schließlich in Dienst gestellt. Die Besatzung umfasste nun 241 Mann.

### Einsätze im Zweiten Weltkrieg von 1940 bis 1943
Bereits kurz nach der Indienstnahme wurde entschieden, dass die Prince Robert vor der Westküste Mittelamerikas eingesetzt werden sollte, um dort operierende deutsche Versorger und eventuell auch Handelsstörer zu bekämpfen. Am 11. September 1940 lief der Hilfskreuzer unter dem Kommando des Kapitäns C.T. Beard aus Esquimalt (südlich von Vancouver) aus und nahm Kurs auf die mexikanische Westküste.

#### Die Aufbringung des deutschen FrachtersWeser

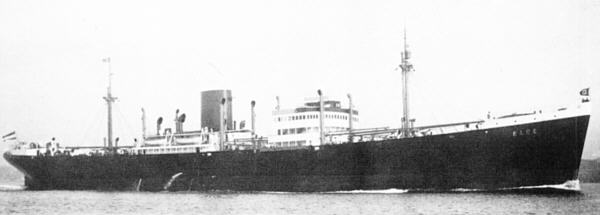
Die Elbe des NDL,
Schwesterschiff der Weser

Der kanadische Hilfskreuzer sollte den Hafen von Manzanillo (Mexiko) überwachen, da es Hinweise gab, dass das dort seit 1939 liegende deutsche Motorschiff Weser den Hafen verlassen wollte.
In den Abendstunden des 25. September sichtete die Prince Robert die Weser (9.179 BRT), die den Hafen von Manzanillo verlassen hatte und nach Meinen der Kanadier Richtung Südamerika laufen wollte. Die Weser, die im Juli 1940 von der Kriegsmarine requiriert worden war, hätte in der Südsee den deutschen Hilfskreuzer Orion mit Treibstoff und Proviant versorgen sollen.
Die Prince Robert folgte dem deutschen Motorschiff bis zum Verlassen der mexikanischen Hoheitsgewässer.
Nach dem Abfeuern eines Warnschusses aus einem der 152-mm-Geschütze und nachdem die Suchscheinwerfer des Hilfskreuzers die Weser angestrahlt hatten, drehte das deutsche Schiff bei und wurde um 23:15 Uhr von einem aus 27 Mann bestehenden Prisenkommando der Prince Robert geentert. Die Besatzung der Weser leistete dabei keinen Widerstand.

An Bord des deutschen Schiffes erbeuteten die Kanadier unter anderem 2630 Tonnen Dieselkraftstoff und 600 Tonnen Schmieröl. Obwohl die Weser zuvor für eine mögliche Selbstversenkung im Falle einer Aufbringung präpariert worden war, unterließen die Deutschen diese Absicht allerdings. Vermutlich war sich die deutsche Besatzung nicht sicher, ob die Kanadier sie nach einer Selbstversenkung auch tatsächlich retten würden.
Die Weser wurde von Prince Robert bis nach Esquimalt eingebracht. Dort wurde sie überholt und in Vancouver Island umbenannt. Sie diente fortan in der kanadischen Handelsmarine. Am 15. Oktober 1941 wurde das Schiff im Atlantik vom U-Boot U 558 torpediert und versenkt, wobei 105 Menschen ihr Leben verloren.

#### Einsätze im Pazifik 1941
Nach der Einbringung der Weser nach Esquimalt verlegte der Hilfskreuzer wieder in den Südpazifik, lief Callao an und patrouillierte zeitweilig unter anderem vor der Magellanstraße. Die Suche nach deutschen Versorgern oder Handelsstörern verlief indessen ergebnislos. Weihnachten 1940 verbrachte die Crew der HMCS Prince Robert im Hafen von Valparaíso.

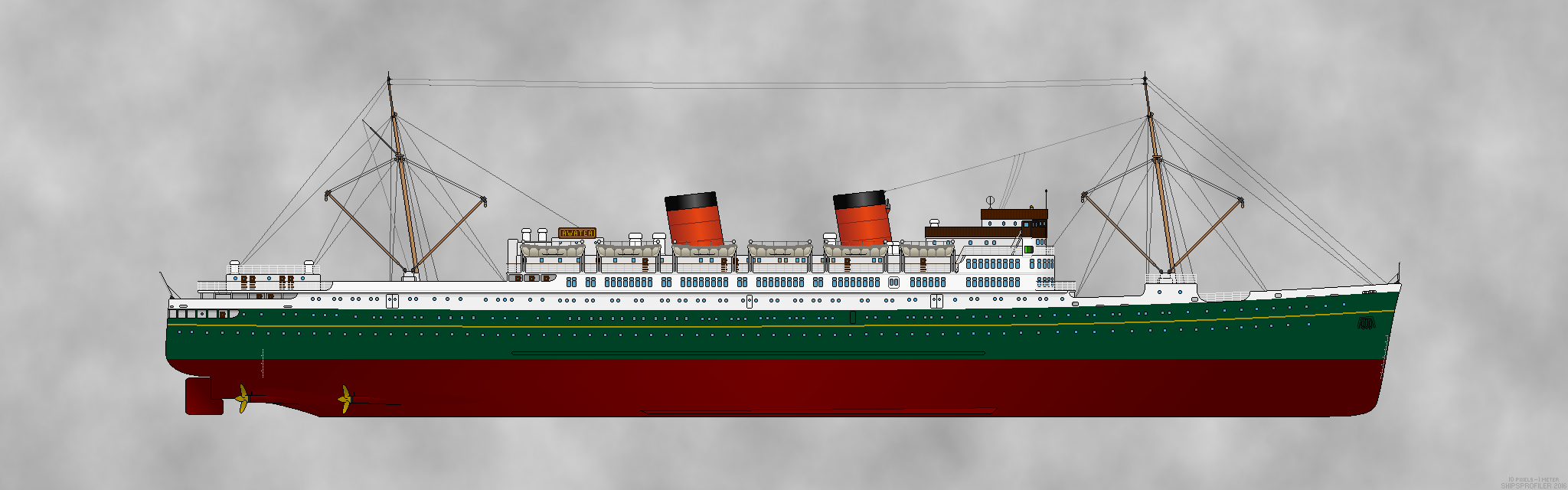
HMT Awatea

Zu Beginn des Jahres 1941 wurde der Hilfskreuzer aufgrund der zunehmenden Spannungen mit Japan in den westlichen Pazifik verlegt und dort zur Sicherung von Transporten kanadischer Truppen nach Hongkong abkommandiert; unter anderem eskortierte die Prince Robert hierbei den Truppentransporter Awatea (13.492 BRT), der im November 1941 fast 2000 meist kanadische Soldaten nach Hongkong brachte.
Auf dem Rückmarsch von Hongkong, auf halbem Weg zwischen Hawaii und Esquimalt, wurde der Hilfskreuzer am 7. Dezember 1941 vom japanischen Angriff auf Pearl Harbor überrascht. Am gleichen Tag empfing die Besatzung des Schiffes auch einen Hilferuf des amerikanischen Frachters Cynthia Olson (2140 BRT), der etwa 130 Seemeilen südwestlich der Position der HMCS Prince Robert von einem japanischen U-Boot torpediert worden war. Obwohl der Hilfskreuzer sofort Kurs auf den Havaristen nahm und anschließend das Seegebiet weiträumig absuchte, konnten keine Überlebenden gefunden werden. Das amerikanische Schiff war mit seiner gesamten Besatzung von 35 Mann gesunken.

#### Die Sicherung der kanadischen und amerikanischen Westküste 1942
Zu Beginn des Jahres 1942 erhielt die HMCS Prince Robert in Esquimalt ein Asdic-Gerät zur U-Boot-Jagd, ein Radar zur Luftraumüberwachung und vier einzeln aufgestellte 20-mm-Kanonen zur Verstärkung der Flugabwehr. Im Anschluss daran patrouillierte das Schiff zwischen März und Juni 1942 vor der Küste von British Columbia und übernahm Sicherungsaufgaben.
Nach der japanischen Landung auf den Aleuten wurde das Schiff im Juni 1942 zur US-Marine detachiert und übernahm in den folgenden Monaten mehrere Fahrten zur Versorgung der amerikanischen Stützpunkte auf der Kodiak-Insel. Diese Missionen, die bis November 1942 durchgeführt wurden, forderten von dem Schiff und der Besatzung oft extreme Leistungen: Bei teils eisigen Temperaturen, oftmals im Sturm und bei Regen und Schnee, froren die optischen Geräte ein und waren die einzeln an Oberdeck aufgestellten Geschütze häufig nicht oder nur unter großen Mühen zu bedienen, da sie völlig vereist waren.

### Der Umbau zum Flakschiff

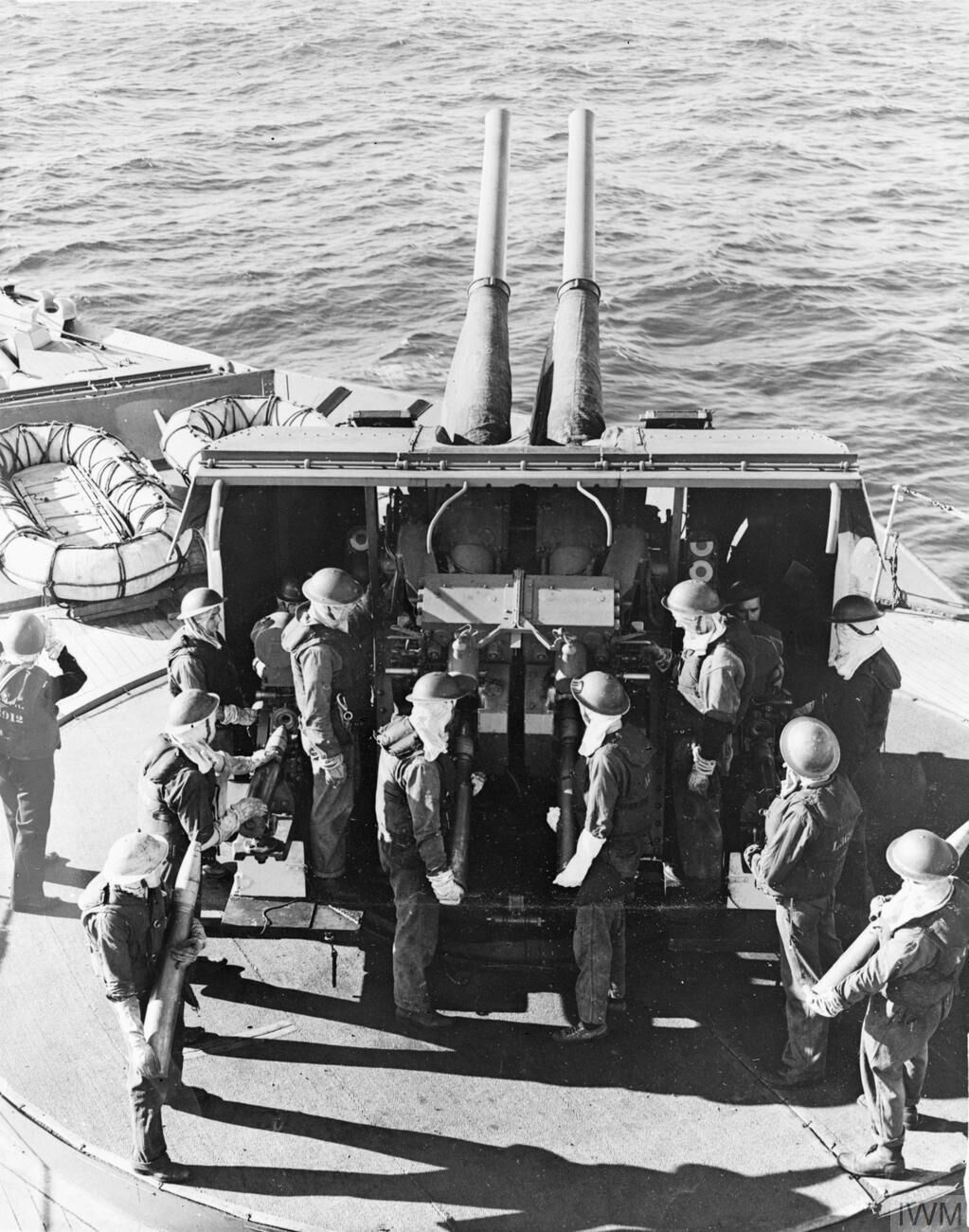
Geschützturm 1943

Im Winter 1942/43, nach dem Ende der Fahrten zur Kodiak-Insel, ging der Hilfskreuzer in Vancouver in die Werft, um die Witterungsbeschädigungen beseitigen zu lassen. Da man mittlerweile aber erkannt hatte, dass die bestehende Bewaffnung der HMCS Prince Robert hoffnungslos veraltet war, entschied man sich zu einem erneuten und völligen Umbau des Schiffes. Aus dem Hilfskreuzer sollte ein modern bewaffnetes Flugabwehrschiff werden.
Zu diesem Zweck wurde der Dampfer im Januar 1943 vorläufig außer Dienst genommen und erneut auf der Werft von Burrard Dry Dock Ltd. eingedockt. Während dieses zweiten Umbaus wurden alle bisherigen Waffen von Bord gegeben. Stattdessen erhielt die HMCS Prince Robert nun zehn moderne 102-mm-Geschütze Mk XVI in fünf Zwillingslafetten, zwei standen vor der Brücke und drei auf dem Achterschiff, acht 40-mm-Flak in zwei Vierlingslafetten und zwölf einzeln aufgestellte 20-mm-Kanonen vom Typ Oerlikon. Zudem kamen ein Radar zur Feuerleitung und zur Luftraumbeobachtung an Bord. Vier einzelne Wasserbombenwerfer ersetzten ferner die beiden alten Abrollvorrichtungen für Wasserbomben am Heck.
Am 7. Juni 1943 wurde das neue Flugabwehrschiff HMCS Prince Robert in Dienst genommen. Zum Zeitpunkt der Indienststellung war es das feuerstärkste Flakschiff der kanadischen Marine und es übertraf an Feuerkraft sogar manchen alliierten Flugabwehrkreuzer.

#### Kriegseinsätze von 1943 bis 1945
Unmittelbar nach der Indienstnahme verlegte die HMCS Prince Robert über Panama und die Bermuda-Inseln nach Großbritannien. Nach seiner Ankunft auf dem Clyde im Juli 1943 wurde der Flugabwehrkreuzer sofort für den Einsatz in der Biskaya abkommandiert. Die von Gibraltar nach Großbritannien laufenden alliierten Geleitzüge waren seit Sommer 1943, nach dem Zusammenbruch des deutschen U-Boot-Kriegs im Nordatlantik, verstärkt deutschen Luftangriffen ausgesetzt gewesen. Dabei nutzten die Deutschen in zunehmendem Maße schwere Kampfflugzeuge vom Typ Dornier Do 217 und Heinkel He 177 sowie neuartige und ferngesteuerte Flugbomben des Typs Henschel Hs 293.

#### Kampf um den Doppel-Konvoi MKS-30/SL-139
Am 13. November 1943 lief aus Gibraltar der alliierte Konvoi MKS-30 aus, der sich einen Tag später mit dem Geleitzug SL-139 vereinigte und ab dem 14. November insgesamt 66 Handelsschiffe und 19 Geleitfahrzeuge umfasste.

Nachdem deutsche Agenten in Gibraltar und Fernaufklärungsflugzeuge den großen Geleitzug erfasst hatten, attackierten ab dem 18. November deutsche U-Boote und Kampfflugzeuge den Verband. Während die Sicherung die U-Boot-Angriffe fast alle vereiteln konnte, setzten ab dem 19. November deutsche Bomber den Schiffen stark zu. Um die Abwehr zu verstärken, wurde deswegen die HMCS Prince Robert zum Konvoi beordert, wo sie am Morgen des 21. November eintraf.
Am Mittag des 21. November griff die deutsche Luftwaffe den Konvoi mit insgesamt 25 Fernbombern vom Typ He 177 an. Insgesamt warfen die deutschen Flugzeuge dabei 40 Flugbomben Hs 293 ab. Die gerade eingetroffene Prince Robert verteidigte den Konvoi fast zwei Stunden lang mit ihrer Flak und vereitelte durch das dichte Abwehrfeuer, dass die deutschen Flugzeuge zu einem koordinierten Zielanflug ansetzen konnten. Insgesamt erzielten die Deutschen nur drei Treffer und versenkten dabei den britischen Frachter Marsa (4.405 BRT). Der Transporter Delius (6.055 BRT) wurde beschädigt. Im Gegenzug konnte die Flak drei deutsche Bomber abschießen und zwei weitere beschädigen. Die Prince Robert, die während der Attacke nur knapp von einer Flugbombe verfehlt wurde, trug maßgebend dazu bei, dass es auf alliierter Seite keine schwereren Verluste gab.

#### Die Endphase des Zweiten Weltkrieges
Trotz ihrer wichtigen Rolle bei der Verteidigung des Doppel-Konvois MKS-30/SL-139 wurde die Prince Robert danach zunächst zu den Azoren und Ende Dezember 1943 nach Plymouth verlegt, ohne dass sie an weiteren Gefechten teilgenommen hätte.
Das darauffolgende halbe Jahr verbrachte das Flakschiff in Plymouth und diente als stationäres Schiff zur Flugabwehr. Maschinenprobleme machten in der Folgezeit auch den Einsatz während der Invasion der Alliierten in der Normandie unmöglich. Nach zeitweiligen Reparaturen in Belfast im Herbst 1944 wurde die Prince Robert im Dezember 1944 nach Esquimalt zurückbeordert und dort wieder auf der Werft von Burrard Dry Dock Ltd. eingedockt. Während eines darauf folgenden Hafenaufenthaltes von fast vier Monaten wurden die Maschinenprobleme behoben und die leichte und mittlere Flak auf insgesamt zwölf 40-mm- und fünfzehn 20-mm-Kanonen verstärkt.

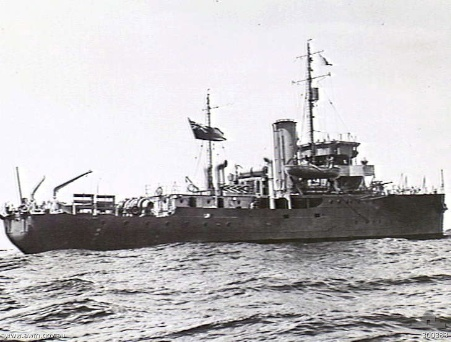
HMAS Bathurst, einer der australischen Minensucher

Da mittlerweile der Krieg in Europa beendet war, blieb die Prince Robert im Pazifik und nahm im August 1945 noch an der weitgehend ereignislosen erneuten Inbesitznahme von Hongkong teil. Nach der Kapitulation Japans lief das Flakschiff am 27. August 1945 mit der britischen TG.111.2 unter Konteradmiral Cecil Harcourt aus der Subic Bay zur Besetzung Hongkongs aus. Zu dem Verband gehörten noch die Flugzeugträger Indomitable und Venerable, die Kreuzer Swiftsure, Euryalus und Black Prince, die Zerstörer Kempenfelt, Ursa, Quadrant und Whirlwind, die 8. U-Boot-Flottille mit dem Depotschiff Maidstone und acht U-Booten sowie sieben australische Minensucher. Am 29. begannen die Minensucher mit Räumarbeiten und am 30. liefen Kempenfelt, Swiftsure mit Admiral Harcourt, Ursa, Euryalus, Prince Robert, Mildura und Bathurst in Hongkong ein. Dabei wurden drei japanische Sprengboote beim Verlassen des Kleinkampfmittel-Stützpunktes beobachtet. Flugzeuge der Indomitable und Venerable griffen daraufhin den Liegeplatz in der Lamma Bay an und zerstörten die Boote. Britische Marinestreitkräfte übernahmen am 31. August von den Japanern die Hafenanlagen von Hongkong. Der Kommandant der Prince Robert nahm als Vertreter Kanadas an der formellen japanischen Kapitulation der japanischen Streitkräfte vor Ort teil.

Der Flakkreuzer lief dann von Hongkong nach Manila und nahm dort 59 ehemalige kanadische Kriegsgefangene der Japaner an Bord. Anschließend trat das Schiff die Heimreise an und erreichte am 20. Oktober 1945 wieder Esquimalt. Alleine auf dieser letzten Reise hatte die Prince Robert eine Strecke von 22.000 Seemeilen zurückgelegt.

## Die Nachkriegszeit
Am 10. Dezember 1945 wurde das Flakschiff abgemustert und im Januar 1946 an die War Assets Corporation, welche die Abwicklung von nicht mehr benötigtem Kriegsgerät übernommen hatte, übergeben. Da das Schiff – vor allem nach der letzten Grundüberholung – allerdings in einem noch guten Zustand war, wurde von einer Verschrottung abgesehen und die ehemalige HMCS Prince Robert, nachdem die Bewaffnung von Bord gegeben worden war, zum Verkauf ausgeschrieben.
Im September 1946 wurde der Dampfer schließlich an die in London sitzende Charlton Steam Shipping Company Ltd., einer Tochtergesellschaft der griechischen Reederei Chandris, verkauft. Der Preis lag bei rund 1.500.000 US-Dollar. Unter dem neuen Namen Charlton Sovereign diente das Schiff bis 1952 im Passagierdienst und wurde vor allem auf der Route von Großbritannien nach Australien eingesetzt.
Im April 1952 wurde der Dampfer unerwartet und für einen Preis von 1.367.000 US-Dollar an die Reederei der monegassischen Gebrüder Grimaldi (ab 1955 Grimaldi-SIOSA-Linie) verkauft. Das Schiff wurde in Lucania umbenannt und einem erneuten Umbau unterzogen. Der Rumpf wurde durch den Einbau eines Teilstückes um etwa 15 Meter verlängert (wodurch die Größe auf fast 7.800 BRT anwuchs). Ferner wurden drei neue Zwischendecks eingezogen und ein Ballsaal sowie ein Swimmingpool und ein Kinderbadebecken eingebaut. Das Schiff, bis auf die blauen Schornsteine komplett weiß gestrichen, wurde im Anschluss an den Umbau auf der Route nach Südamerika und in die Karibik eingesetzt und lief unter anderem Curaçao, Havanna auf Kuba und die Azoren an.

### Verbleib
Beinahe zehn Jahre lang stand die Lucania im Dienst der Grimaldi Lines und befuhr die Strecke zwischen Genua und Südamerika, ehe sie 1962 – nach insgesamt mehr als 30 Jahren Dienstzeit – ausgemustert und ab Sommer 1962 in La Spezia abgewrackt wurde. Vor allem der verstärkt aufkommende Luftverkehr mit Düsenflugzeugen hatte dem Einsatz des Schiffes letztlich die finanzielle Basis entzogen.